# Чжао Юньлей
Чжао Юньлей  (кит.: 赵 芸蕾, 25 серпня 1986) — китайська бадмінтоністка, олімпійська чемпіонка.

## Виступи на Олімпіадах
| Олімпіада   | Дисципліна    | Місце |
| ----------- | ------------- | ----- |
| Лондон 2012 | мікст         | 1     |
| Лондон 2012 | парний розряд | 1     |
| Ріо 2016    | мікст         | 3     |